# Remi Capoen
Remi Capoen (Londen, 30 mei 1916 - Ieper, 1 januari 2001) was een wielrenner uit Dikkebus die gedurende 2 jaar (van 1937 tot 1939) profwielrenner was.
Zijn carrière werd, zoals zovele van zijn tijdgenoten, gedwarsboomd door de Tweede Wereldoorlog.

## Resultaten in voornaamste wedstrijden
| Jaar | Waalse Pijl |
| ---- | ----------- |
| 1938 | 8e          |